# Badoo
Badoo (uitgesproken ba-doe) is een sociaalnetwerksite voor het ontmoeten van leden in de eigen omgeving. 

## Geschiedenis
Het bedrijf is opgericht in 2006 door een klein groepje programmeurs en technische ondernemers.
Het hoofdkantoor van Badoo is gevestigd in Londen. Er werken meer dan 200 medewerkers. Badoo is te gebruiken in circa 40 verschillende talen via de website of via mobiele apparaten. 

## Gebruik
Het is mogelijk te zoeken naar leden in de omgeving en door middel van een kennismakingsspel worden er foto's getoond, waarbij de keuze bestaat om deze te leren kennen of niet. Als een ander lid interesse heeft, kunnen er privé-berichten naar elkaar worden verzonden en is er de mogelijkheid om elkaar als favoriet te markeren.

## Kritiek
In een studie door de Universiteit van Cambridge in 2009 kreeg badoo van 45 sociale netwerken de laagste score op het gebied van privacy.
Iemand die zich lid maakt van badoo kan erop rekenen dat privé-contacten uit een e-mail- of Facebookaccount op de hoogte gehouden worden van dit lidmaatschap. Badoo gaat zelfs op zoek naar de contacten op andere e-mail- of Facebookaccounts van zijn leden. Vermoedelijk gebeurt dit via overeenkomstige wachtwoorden.